# Shiprock (Nuevo México)
Shiprock (Naat’áaniinééz) es un lugar designado por el censo ubicado en el condado de San Juan, Nuevo México, Estados Unidos. Según el censo de 2020, tiene una población de 7,718 habitantes.
Forma parte de la Nación Navajo.

## Política
El Gobierno del Shiprock Chapter es una rama del Gobierno de la Nación Navajo, que ejerce una variedad de poderes delegados y autoridad gubernamental de acuerdo con el Derecho consuetudinario, reglamentario y estatutario de los navajos.
El sistema de chapters se inició en 1922 como un medio para mejorar las condiciones agrícolas a nivel local. Más tarde, los chapters se convirtieron en la subdivisión política básica del Gobierno Tribal Navajo.
Los chapters eligen representantes para el Consejo Tribal Navajo, la rama legislativa del Gobierno navajo.

## Geografía
Shiprock está ubicado en las coordenadas 36°47′27″N 108°41′46″O / 36.79083, -108.69611 (36.790744, -108.696053). Según la Oficina del Censo de los Estados Unidos, Shiprock tiene una superficie total de 35.49 km², de la cual 34.99 km² corresponden a tierra firme y 0.50 km² es agua.

## Demografía
Según el censo de 2020, hay 7,718 personas residiendo en Shiprock. La densidad de población es de 220.6 hab./km². El 1.3% son blancos, el 95.2% son amerindios, el 1.4% son asiáticos, el 1.6% son de dos o más razas y el 0.3% son de otras razas. El censo registró, además, 8 habitantes identificados como afroamericanos y 8 habitantes identificados como isleños del Pacífico. Del total de la población el 1.8% son hispanos o latinos de cualquier raza.

## En la prensa
En abril de 2020, Shiprock apareció en la portada del periódico alemán Frankfurter Allgemeine Zeitung durante la pandemia originada por el COVID-19 en América del Norte. Ese día apareció un artículo sobre la respuesta de los navajos a la pandemia, con una foto de un graffiti que decía "Cuidado con el COVID-19". En el artículo se sostenía que los nativos americanos en América del Norte y del Sur habían advertido temprano, a principios de marzo, sobre la crisis del COVID-19 y ahora se sentían abandonados, ya que se vieron particularmente afectados por la pandemia.